# Henriette Bernier
Pour les articles homonymes, voir Bernier.
Henriette Bernier, née Chauderlot dans la Meuse le 31 août 1937 à Cléry-le-Petit et morte le 19 décembre 2022 à Dun-sur-Meuse, est une romancière régionaliste française.

## Biographie
Fille de paysans, elle se destine à l'enseignement après l'obtention de son diplôme de l'École normale de Bar-le-Duc. Elle est successivement professeur dans la Meuse, en coopération en Algérie et en Côte d'Ivoire, puis dans la Marne. Elle prend sa retraite anticipée en 1989 pour se consacrer entièrement à l'écriture. En 1996, elle s'installe à Bantheville.
Elle est l'auteur de près de vingt romans, dont La Folle aux chats (1992), Une femme empêchée (1994), L’Or blanc des pâturages (2005) et Bals, petits bals (2012).

## Œuvres

### Romans
- Le Roi Basil, Paris, Éditions Buchet/Chastel, 1991, 140 p.  (ISBN 2-7020-1380-5)
- La Folle aux chats, Sarreguemines, Éditions Pierron, 1992, 151 p.  (ISBN 2-7085-0101-1)
- Une femme empêchée, Paris, Éditions Belfond, 1994, 298 p.  (ISBN 2-7144-3142-9) ; réédition, Sarreguemines, Éditions Pierron, 1999  (ISBN 2-7085-0221-2)
- L’Oreille de nacre, Paris, Éditions Anne Carrière, 1996, 230 p.  (ISBN 2-910188-77-9)
- Amours d’automne, Paris, Éditions Anne Carrière, 1997, 165 p.  (ISBN 2-84337-019-1)
- La Faute de Claire, Paris, Éditions Anne Carrière, 1999, 216 p.  (ISBN 2-84337-072-8)
- Léocadia, Sarreguemines, Éditions Pierron, 2000, 134 p.  (ISBN 2-7085-0249-2)
- Stella, Sarreguemines, Éditions Pierron, 2001, 165 p.  (ISBN 2-7085-0266-2)
- L’Enfant de l’autre, Paris, Presses de la Cité, coll. « Terres de France », 2004, 271 p.  (ISBN 2-258-06455-4)
- L’Or blanc des pâturages, Paris, Presses de la Cité, coll. « Terres de France », 2005, 314 p.  (ISBN 2-258-06566-6)
- L’Enfant de la dernière chance, Paris, Presses de la Cité, coll. « Terres de France », 2006, 296 p.  (ISBN 2-258-06804-5)
- Le Choix de Pauline, Paris, Presses de la Cité, coll. « Terres de France », 2007, 264 p.  (ISBN 978-2-258-07073-8)
- La Petite Louison, Paris, Presses de la Cité, coll. « Terres de France », 2008, 252 p.  (ISBN 2-258-07496-7)
- Petite Mère, Paris, Presses de la Cité, coll. « Terres de France », 2008, 256 p.  (ISBN 2-258-07797-4)
- Le Rêveur de l’écluse, Paris, Presses de la Cité, coll. « Terres de France », 2010, 269 p.  (ISBN 978-2-258-08096-6)
- Le Baron des champs, Paris, Éditions Calmann-Lévy, coll. « France de toujours et d’aujourd’hui », 2011, 277 p.  (ISBN 978-2-7021-4218-9)
- Bals, petits bals, Paris, Presses de la Cité, coll. « Terres de France », 2012, 250 p.  (ISBN 978-2-258-09196-2)
- Le Bon Numéro, Paris, Presses de la Cité, coll. « Terres de France », 2013, 241 p.  (ISBN 978-2-258-10350-4)[6]
- Les Ombres de l'enfance, Paris, Presses de la Cité, coll. « Terres de France », 2015, 333 p.  (ISBN 978-2-258-11535-4)

### Nouvelles
- Passe-moi la pîlette, Langres, Éditions Dominique Guéniot, 2003, 41 p.  (ISBN 2-87825-264-0)

### Scénarios
- La Femme du veuf, série L'histoire du samedi, 1998.

## Distinctions
- Prix Erckmann-Chatrian 1995 pour Une femme empêchée.